# Theobromin
Theobromin (někdy psaný jako teobromin) je hořký alkaloid kakaovníku, vyskytující se v čokoládě. Patří do metylxantinové třídy chemických sloučenin, která zahrnuje také podobné látky theofylin a kofein. Má podobný účinek jako kofein, ale slabší, což ho činí jeho slabším homologem. Navzdory svému jménu sloučenina neobsahuje žádný brom — název theobromin je odvozen z Theobroma, rodového jména kakaovníku (které vzniklo složením řeckých slov theo (bůh) a brosi (pokrm), ve smyslu „pokrm bohů“) s příponou -in používané u alkaloidů a jiných zásaditých dusíkatých sloučenin.
Theobromin je bílý nebo bezbarvý krystalický prášek nerozpustný ve vodě. Theobromin je izomer theofylinu, podobně jako paraxanthin. Theobromin se kategorizuje jako dimetylxantin, což znamená, že je to xantin se dvěma metylovými skupinami.
Theobromin byl objeven v roce 1841 v kakaových bobech ruským chemikem Alexandrem Voskresenským. Poprvé byl izolován ze semen kakaovníku v roce 1878 a krátce poté syntetizován z xantinu Hermannem Fischerem.

## Složení
Theobromin je primární alkaloid obsažený v kakau a čokoládě. Kakaový prášek obsahuje 108 mg (2,16 %) theobrominu na polévkovou lžíci (5 g) prášku. Existuje ovšem i prášek s větší koncentrací theobrominu, i více než 10 %. Čokoláda obsahuje 0,5–2,7 % theobrominu, bílá čokoláda ovšem jen stopová množství. Theobromin je v malých množstvích obsažen také v kola ořechu (1,0–2,5 %), plodu guarany a v čajovníku čínském.

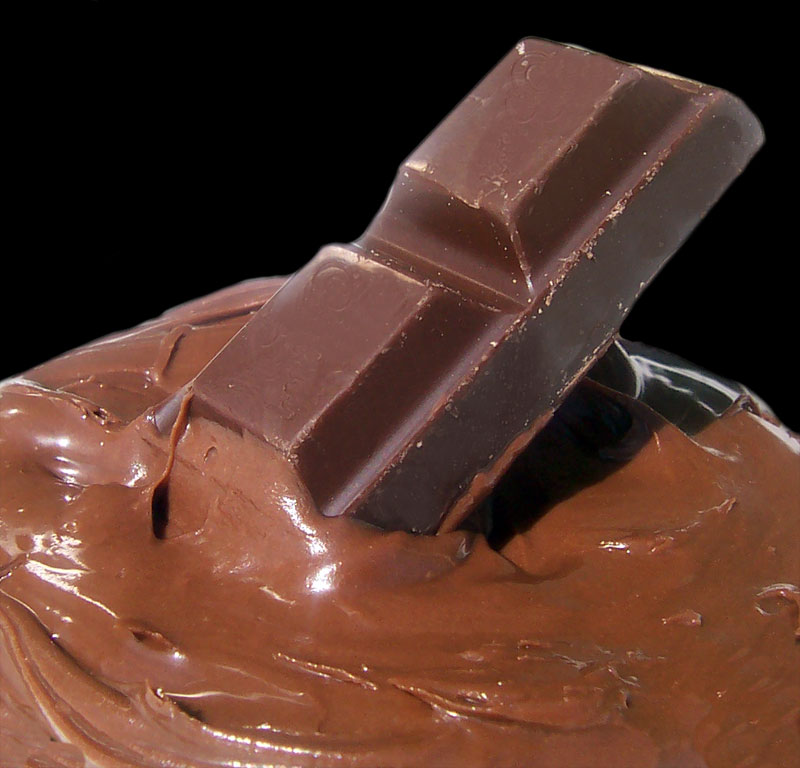
Tabulka čokolády a roztátá čokoláda. Čokoláda se vyrábí z kakaových bobů, které jsou přírodním zdrojem theobrominu.

Mezi rostlinné druhy s nejvyšším obsahem theobrominu patří:
- kakaovník pravý
- kakaovník peruánský
- yerba maté
- čajovník čínský
- kolovník zašpičatělý
- Theobroma angustifolium
- guarana
- kávovník arabský

Střední koncentrace theobrominu v produktech z kakaa a rohovníku jsou:
| Produkt               | Střední obsah theobrominu (mg/g) |
| --------------------- | -------------------------------- |
| Kakao                 | 20,3                             |
| Kakaové cereálie      | 0,695                            |
| Čokoládové cukrovinky | 1,47                             |
| Čokoládové polevy     | 1,95                             |
| Kakaové nápoje        | 2,66                             |
| Čokoládové zmrzliny   | 0,621                            |
| Čokoládová mléka      | 0,226                            |
| Produkty z rohovníku  | 0–0,504                          |